# Milton Scaron
Milton Antonio Scaron Falero, född 22 augusti 1936 i Montevideo, är en uruguayansk före detta basketspelare.
Scaron blev olympisk bronsmedaljör i basket vid sommarspelen 1956 i Melbourne.